# Connected Device Configuration
Connected Device Configuration (CDC) は、PDAやセットトップボックスのような中程度の処理能力を持った組み込みJava ME向けのフレームワークである。CDCは Java Community Process の下で JSR 36 (CDC 1.0) および JSR 218 (CDC 1.1) として規定されている。

## 典型的な必要条件
32ビットCPU、2MBのメモリおよび2.5MBのROM

## プロファイル
CDCに基づいた3つのプロファイル
- Foundation Profile
  - Java SEのようなAPI
  - GUIがない
- Personal Basis Profile
  - Foundation Profileの拡張版
  - 軽量なGUIのサポート
- Personal Profile
  - Personal Basis Profileの拡張版
  - 完全なAbstract Windowing Toolkit(AWT)およびアプレットのサポート
  - PersonalJavaベースのアプリケーションが移植しやすい。